# Jizya
Jizya (in arabo جزية‎?, ğizya) è un termine arabo che indica un'imposta di capitazione, detta di "compensazione", che dal periodo islamico classico fino ad oggi ogni suddito non-musulmano non facente parte della umma islamica (detto dhimmi, cioè membro della ahl al-dhimma, "gente protetta") paga alle autorità islamiche. L'imposta grava su cristiani, ebrei, zoroastriani, sabei, induisti, ovvero tutti coloro che professavano religioni monoteistiche rivelate praticate prima dell'avvento dell'islam. La dhimma (patto di protezione) garantisce una condizione particolare di protezione (dalle aggressioni esterne, libertà personale, libertà di culto) per i dhimmi (i non musulmani monoteisti), e li esentava dal servizio militare e dal pagamento della zakat, ma li sottoponeva ad una serie di discriminazioni per sottolineare la loro inferiorità rispetto ai sudditi musulmani.

## Storia
Un precedente cui la Umma islamica assai probabilmente s'ispirò fu la tassazione in vigore nell'Iran sasanide. La riforma fiscale voluta infatti dallo Shāhanshāh Cosroe I (501 ca – 579) - ben conosciuto dagli Arabi, che lo chiamavano Kisrā Anūshīrwān (in arabo كسرى أنوشيروان‎?), prevedeva che un'imposta di capitazione (presente già come capitatio nel modello romano, mantenuto dai Bizantini) dovesse essere pagata dai sudditi ebrei, cristiani e di altre comunità dell'Impero. Da essa erano esclusi i funzionari imperiali e i mazdei (lo zoroastrismo era religione della Corte). Della sua raccolta erano resi responsabili il capo della comunità israelita, il vescovo dei cristiani e ogni capo delle altre comunità religiose.

### Contribuenti
L'imposta islamica riguardava i sudditi maschi puberi in grado di produrre reddito ma ne erano esentati quasi sempre gli appartenenti al clero di religioni "protette". Basata su prontuari che tenevano conto del livello di ricchezza di un paese e dell'andamento reale dell'economia, essa era percepita da un apposito incaricato statale, detto ʿāmil (agente), che era tenuto a versarla nell'erario statale islamico (il cosiddetto "bayt al-māl" o "casa della ricchezza") perché fosse utilizzata per speciali fini caritatevoli o di pubblica utilità da parte delle autorità.

## L'imposta delkharāj
Distinta dalla jizya, ma sempre a carico dei sudditi protetti, è l'imposta del kharāj per ciò che riguardava i beni immobili fondiari. Nell'Impero ottomano la Jizya fu abolita solo alla fine del XIX secolo. Di recente gruppi armati quali lo Stato Islamico hanno imposto la jizya nei territori assoggettati al loro controllo. 